# Amore e favole/Ragazzina (Coi capelli sopra il viso)
Amore e favole/Ragazzina (Coi capelli sopra il viso) è un singolo del cantautore Gianni Davoli pubblicato nel 1978.

## Descrizione
Il disco racchiude due canzoni pubblicate nel 1978 con la casa discografica Cinevox. La prima canzone intitolata Amore e favole (scritta dallo stesso Davoli con Silvestro Longo, Ugo Caldari, Salvatore Pumo e Sergio Iovane) è una delle canzoni più famose di Gianni Davoli ed è stata presentata al Cantagiro sempre nel 1978.  Entrambe le tracce sono incluse nell'album Amore e favole pubblicato sette anni dopo.

## Tracce
1. Amore e favole - 3:45 (S.Longo, G.Davoli, U.Caldari, S.Pumo, S.Iovane)
2. Ragazzina (Coi capelli sopra il viso) - 3:00 (A.De Sanctis, G.Davoli, E.Harsch, S.Pumo)